# Centon
Pour l’article ayant un titre homophone, voir Santon.

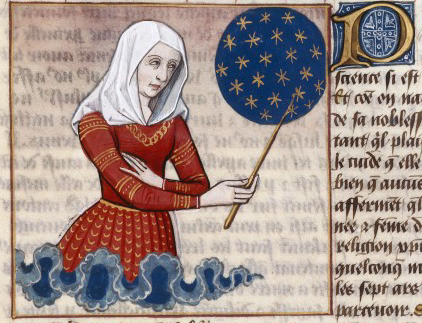
Faltonia Betitia Proba

Un centon est une œuvre littéraire ou musicale, constituée d'éléments repris à une ou plusieurs autres œuvres et réarrangés de manière à former un texte différent. En musique, il s'agit à l'origine de formules modales caractéristiques réutilisables dans d'autres pièces. Le terme est d'origine latine (cento) et désigne à l'origine un manteau d'étoffe faite de plusieurs pièces.

## À travers l'histoire de la littérature et de la musique

### Littérature
Le genre a été très pratiqué durant l'Antiquité tardive, au Moyen Âge et au XVIIe siècle. Les œuvres d'Homère et de Virgile ont été les plus fréquemment utilisées.
- La Médée d'Hosidius Geta, tragédie constituée d'hexamètres et de demi-hexamètres de Virgile. C'est le plus ancien exemple connu de centon.
- Le Centon nuptial d'Ausone (369) est ainsi constitué de vers des Bucoliques, de l’Énéide et des Géorgiques.
- Faltonia Betitia Proba (IVe siècle) a réalisé un centon de Virgile qui forme une Histoire de l'ancien et du Nouveau Testament.
- Le De theatrica Missae saltatione Cento de Pierre Viret est un centon composé de vers latins provenant de divers poètes (XVIe siècle).
- Le Centon épistolaire est un recueil d'épîtres écrit par le diplomate et historien espagnol Jean Antoine de Vera et Figueroa au XVIIe siècle.

### Chant grégorien et compositions musicales ultérieures
- Le chant grégorien utilise beaucoup cette technique de composition littéraire et musicale, en reprenant des versets tirés de la Bible et des Évangiles, ou d'autres textes, avec les mélodies grégoriennes sur lesquelles ils sont chantés.
- Le principe d'adapter de nouvelles paroles à une mélodie ancienne remonte à la lyrique des troubadours, comme c'est souvent le cas dans le canso et le sirventès[2] et plus tard donne le contrafactum dans le cas de traduction ou d'intégration à une liturgie particulière.
- Les musiciens ont assez fréquemment repris leurs motifs ou thèmes musicaux et leurs compositions personnelles (ou encore celles des autres), pour les insérer dans une partition plus vaste. C'est ce qu'ont fait Bach, Haendel, Mozart, Beethoven et beaucoup d'autres avant et après eux. On parle alors de pasticcio ou de parodie musicale — sans qu'il y ait en l’occurrence, aucune idée de dérision ou de caricature.

### Littérature contemporaine
La tradition se perpétue dans la littérature contemporaine :
- Gil J Wolman pour J'écris propre (récit détourné, 1956)
- Italo Calvino dans L'incendie de la maison abominable 1973 - publié dans le recueil La Grande Bonace des Antilles (Seuil, 1995, sur une traduction de JP Manganaro)
- Jacques Roubaud pour La Prothèse poétique, « Un texte de Rimbaudelaire »[3]
- Yak Rivais, qui publie en 1980 Les Demoiselles d'A
- Joseph Guglielmi, K ou le Dit du Passage, éditions POL, 1992.
- Isidore Isours (à ne pas confondre avec Isidore Isou), pour Je vous apprendrai l'âme ourse publié en 1998 aux éditions Au zoo de Lausanne, (en hommage aux éditions "Escaliers de Lausanne", chez lesquelles Isou publia plusieurs de ses ouvrages, dont le fameux Je vous apprendrai l'amour[4]).
- Vincent Sabatier, Jacques Lacan, Jules Michelet. Dans ce livre-lit, Le Bleu du Ciel, 2002[5].